# Route nationale 7 (Cameroun)
Pour les articles homonymes, voir Route nationale 7.
La route nationale 7 est une route camerounaise reliant Édéa à Campo en passant par Kribi. Sa longueur est de 186 km,.